# الكسندر غوردون مكاي
الكسندر غوردون مكاي هو مؤرخ الفن كندي، ولد في 24 ديسمبر 1924 في تورونتو في كندا، وتوفي في 31 أغسطس 2007 في هاميلتون في كندا.